# 나이프 스위치

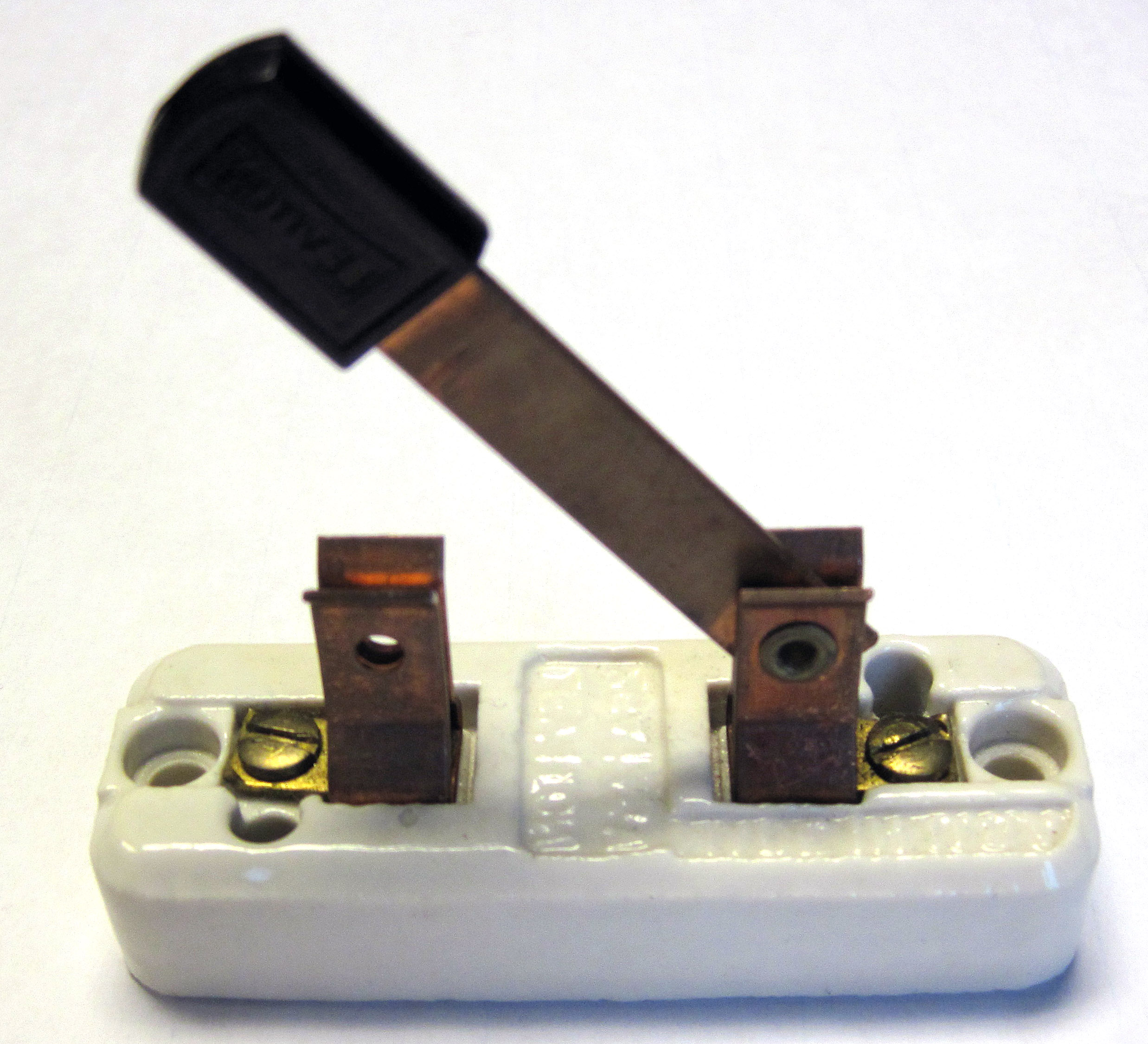
오픈 나이프 스위치 SPST(Single Pole Single Throw)

나이프 스위치(Knife switch)는 회로의 전기 흐름을 제어하는 데 사용되는 스위치 유형이다. 금속 레버 또는 칼을 들어 올리거나 슬롯이나 턱에 삽입할 수 있는 경첩으로 구성된다. 경첩과 턱은 모두 절연된 베이스에 고정되어 있으며 칼의 한쪽 끝을 잡을 수 있는 절연된 핸들이 있다. 나이프를 턱에 밀어 넣으면 전류가 스위치를 통해 흐른다. 나이프 스위치는 "나이프"가 단일 슬롯에만 맞물리는 단투식 스위치와 나이프 경첩이 두 개의 슬롯 사이에 배치되고 둘 중 하나와 맞물릴 수 있는 쌍투식 스위치를 포함하여 여러 형태를 취할 수 있다. 또한 하나의 핸들에 여러 개의 나이프를 부착할 수 있으며 둘 이상의 회로를 동시에 활성화하는 데 사용할 수 있다.